# Súlovce
Súlovce (in ungherese Szulóc) è un comune della Slovacchia facente parte del distretto di Topoľčany, nella regione di Nitra.